# Sophrops kadleci
Sophrops kadleci är en skalbaggsart som beskrevs av Frey 1969. Sophrops kadleci ingår i släktet Sophrops och familjen Melolonthidae. Inga underarter finns listade i Catalogue of Life.